# Hornindal
Hornindal este o comună din provincia Sogn og Fjordane, Norvegia.